# .ng
.ng es el dominio de nivel superior de código de país de Internet (ccTLD) para Nigeria. Está supervisado por la Asociación de Registro de Internet de Nigeria (NIRA).

## Historia
El dominio de nivel superior se delegó por primera vez en 1995 a Ibukun Odusote en el Yaba College of Technology. Fue nombrada patrocinadora vitalicia de la Asociación de Registro de Internet de Nigeria en 2013 por su trabajo.
Las operaciones fueron manejadas inicialmente por una organización en Italia, el Instituto per le Applicazioni Telematiche (hoy conocido como Istituto di Informatica e Telematica [it]), pero luego fueron transferidas a Randy Bush. En 2004, .ng se volvió a delegar en una organización nigeriana, la Agencia Nacional de Desarrollo de Tecnologías de la Información, y luego, en 2009, se volvió a delegar a la Asociación de Registro de Internet de Nigeria.

## Dominios de Segundo nivel
- com.ng – dominio abierto, entidades comerciales y negocios
- org.ng - dominio semiabierto, organizaciones no comerciales
- gov.ng – dominio cerrado, organizaciones gubernamentales
- edu.ng - dominio cerrado, instituciones que otorgan títulos
- net.ng – dominio cerrado, infraestructura ISP
- sch.ng – dominio cerrado, escuelas secundarias
- name.ng – dominio abierto, individuos
- mobi.ng – dominio abierto, apto para dispositivos móviles
- mil.ng – dominio cerrado (solo establecimientos militares nigerianos)
- i.ng – dominio abierto, cualquier propósito

Además, NIRA se reserva el derecho de registrar dominios de nivel superior 'prémium' bajo .ng (por ejemplo, "google.ng"). 

## Estadísticas
A partir de marzo de 2022, hay 75 registradores acreditados por NIRA. La zona de dominio más popular es .com.ng, con casi el 70% de todos los dominios nacionales registrados. Le sigue el dominio .ng (17%) aunque dentro de la zona un nombre de dominio es más corto, el registro de dominio aquí cuesta varias veces más que en .com.ng mientras que .org.ng, que suele ser utilizado por organizaciones sin fines de lucro, ocupa un lugar tercero (7%)